# Rudolf von Scheliha

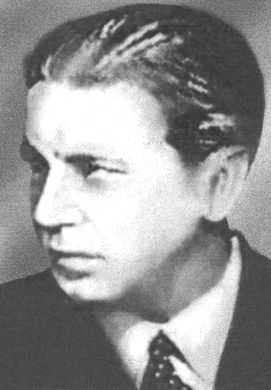
Rudolf von Scheliha

Rudolf von Scheliha (* 31. Mai 1897 in Zessel, Landkreis Oels, Provinz Schlesien; † 22. Dezember 1942 in Berlin-Plötzensee) war ein deutscher Diplomat und Widerstandskämpfer gegen den Nationalsozialismus.

## Leben

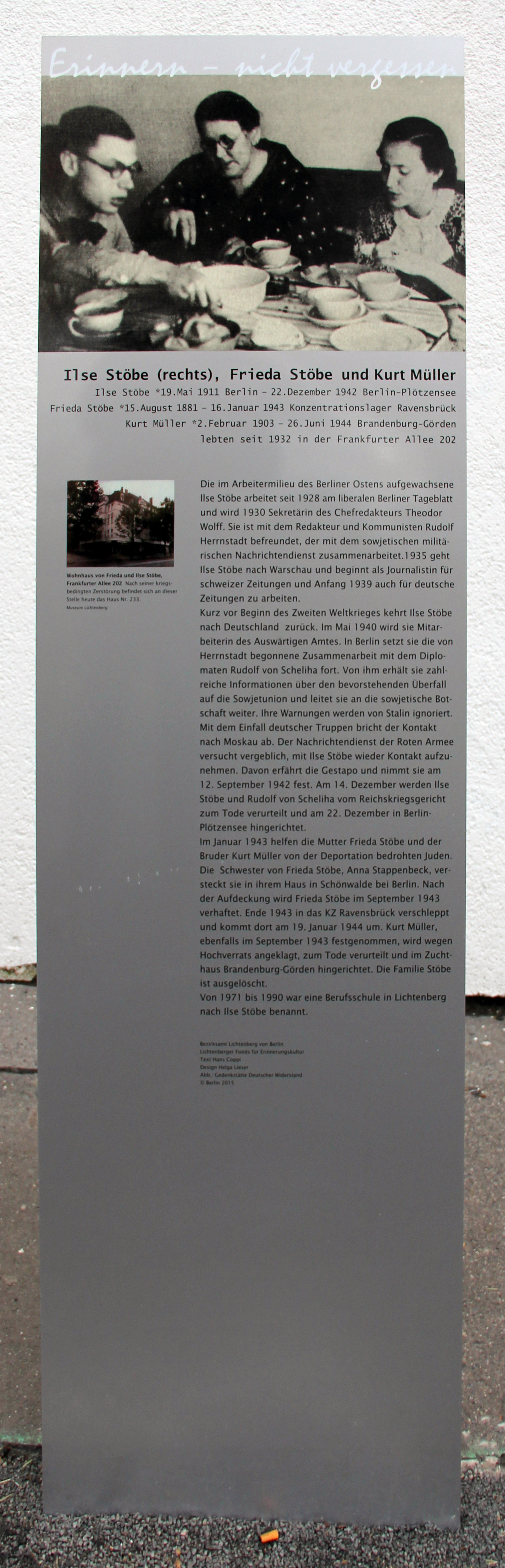
Gedenktafel, Frankfurter Allee 233, in Berlin-Lichtenberg

### Bis 1933
Rudolf von Schelihas Vater war der preußische Offizier und Grundbesitzer Rudolph von Scheliha, seine Mutter war eine Tochter des preußischen Finanzministers Johannes von Miquel. Seine vier Jahre jüngere Schwester war die Altphilologin Renata von Scheliha.
Scheliha meldete sich nach dem Abitur 1915 als Freiwilliger im Ersten Weltkrieg und wurde für seinen Einsatz mit beiden Eisernen Kreuzen und dem Silbernen Verwundetenabzeichen ausgezeichnet.
Nach Kriegsende nahm er ein Studium der Rechtswissenschaft in Breslau auf; im Mai 1919 wechselte er an die Universität Heidelberg, wo er 1919 dem Corps Saxo-Borussia beitrat. Dort kam von Scheliha in Kontakt mit republikfreundlichen und antitotalitären Kreisen; für die Vereinigung Heidelberger Verbindungen wurde er in den AStA gewählt und wandte sich dort mit anderen Corpsstudenten vehement gegen die antisemitischen Ausschreitungen seitens der Studentenschaft.
Im Anschluss an sein Examen 1921 wurde er zunächst Referendar am Kammergericht, später Mitarbeiter des Auswärtigen Amts und übernahm in den folgenden Jahren Aufgaben in den Auslandsvertretungen von Prag, Konstantinopel, Angora, Kattowitz und Warschau; 1927 erfolgte die Ernennung zum Legationssekretär. Im selben Jahr heiratete er Marie Louise von Medinger. Aus der Ehe gingen die beiden Kinder Sylvia (geboren 1930) und Elisabeth (geboren 1934, gestorben als Elisabeth Ritscher-von Scheliha am 16. Juli 2016 in Adliswil) hervor.

### 1933 bis 1942
Einige Monate nach der Ernennung Adolf Hitlers zum Reichskanzler 1933 wurde Scheliha als Diplomat Mitglied der NSDAP. Von 1932 bis 1939 war er Mitarbeiter der deutschen Botschaft in Warschau. Dort knüpfte er Kontakte zu polnischen Adeligen und Intellektuellen, die er nach Beginn des Überfalls auf Polen zum Teil aufrechterhalten und so für Nachrichten über NS-Verbrechen an das Ausland nutzen konnte.
Ab September 1939 wurde Scheliha zum Leiter einer „Informationsabteilung“ im Auswärtigen Amt ernannt, die ausländischen Presse- und Rundfunkmeldungen über deutsche Besatzungspolitik in Polen propagandistisch begegnen sollte. Dadurch konnte er den Wahrheitsgehalt der Auslandsberichte prüfen und NS-Beamte dazu befragen. In dieser Position protestierte er häufig bei NS-Dienststellen gegen deutsche Verbrechen in Polen. Auch verhalf er Polen und Juden zur Flucht ins Ausland.
Er legte heimlich eine Sammlung von Dokumenten über die Grausamkeiten der Gestapo und insbesondere über Morde an Juden in Polen an, die auch Fotografien von neu eingerichteten Vernichtungslagern enthielt. Dieses Dossier zeigte er im Juni 1941 der polnischen Gräfin Klementyna Mańkowska, die ihn in Berlin besuchte, um diese Details der polnischen Widerstandsbewegung und den Alliierten bekannt zu machen.
Im Herbst 1941 lud Scheliha auch seinen polnischen Freund Graf Konstantin Bninski unter dem Vorwand nach Berlin ein, dieser solle Propagandaschriften für das Auswärtige Amt gegen polnische Widerständler verfassen. Ulrich Sahm hält es in seiner 1990 erschienenen Biografie für wahrscheinlich, dass Scheliha an Bninski bei dieser Gelegenheit Material für eine umfassende Dokumentation der deutschen Besatzungsverbrechen weitergab. Diese im Januar 1942 vollendete Schrift wurde unter dem Titel The Nazi Kultur in Poland von polnischen Widerständlern verfasst, auf Mikrofilm festgehalten und unter hohem persönlichen Risiko der Beteiligten bis 1945 nach Großbritannien geschmuggelt. Sie gilt als einer der detailliertesten zeitgenössischen Berichte über den begonnenen Holocaust in Osteuropa aus der Kriegszeit.
Im Februar 1942 beendete Scheliha seine Versuche, Exilpolen als Helfer für deutsche Propaganda vorzuschlagen und auszugeben, um diese und sich nicht noch mehr zu gefährden. In diesem Frühjahr reiste er mehrmals in die Schweiz und übermittelte ihm bekannt gewordene Informationen über die „Aktion T4“, darunter Predigten des Bischofs Clemens August Graf von Galen gegen die Ermordungen von Geisteskranken, an die Alliierten. Ebenso übermittelte er Berichte über die „Endlösung der Judenfrage“ wie den Bau und Betrieb weiterer Vernichtungslager und Hitlers Befehl zur „Ausrottung“ der europäischen Juden.
Im Herbst 1942 versuchten in Moskau ausgebildete deutsche Exilkommunisten, mit Scheliha direkten Kontakt aufzunehmen, um über ihn kriegswichtige Nachrichten aus dem Auswärtigen Amt zu erhalten. Die Gestapo beobachtete Scheliha seit langem wegen seiner kritischen Einstellung gegen die NS-Politik in Polen und suchte eine Gelegenheit, ihn auszuschalten. Diese ergab sich mit der Enttarnung verschiedener westeuropäischer und Berliner Widerstandsgruppen, die von einer Gestapo-Sonderkommission als „Rote Kapelle“ zusammengefasst wurden. Am 29. Oktober 1942 wurde Heinrich Koenen in der Wohnung Ilse Stöbes verhaftet. Bei sich hatte er unter anderem eine Mikroverfilmung mit dem Nachweis einer 1937 erfolgten Überweisung auf ein Schweizer Bankkonto Schelihas.
Noch am selben Tag wurde Scheliha von der Gestapo festgenommen und als einer der ersten angeblichen Mitglieder der Roten Kapelle wegen Landesverrats angeklagt. Tatsächlich hatte er zu dem Widerstandskreis um Harro Schulze-Boysen und Arvid Harnack keinen direkten Kontakt gehabt, und ihm waren die Verbindungen von Ilse Stöbe und Rudolf Herrnstadt zur Sowjetunion nicht bekannt. In der Anklage wurde ihm gleichwohl von den Sowjets bezahlte Spionage vorgeworfen. Bei den Vernehmungen wurde Scheliha gefoltert. Daraufhin bestätigte er die konstruierten Vorwürfe, auch um anderen Kontaktpersonen das Leben zu retten.
Obwohl er das Foltergeständnis in der Verhandlung widerrief, verurteilte das Reichskriegsgericht Rudolf von Scheliha am 14. Dezember 1942 wegen Landesverrats zum Tode. Die Akten des Verfahrens mitsamt Urteil sind nicht aufgefunden worden. Am 22. Dezember 1942 wurde er im Strafgefängnis Berlin-Plötzensee durch den Strang hingerichtet. Als eine seiner letzten Äußerungen vor seinem Tod ist überliefert:
„Ich habe keine Schuld an dem, wofür ich angeklagt bin, ich habe keinerlei Geldbeträge angenommen, ich sterbe reinen Herzens.“
Seine Ehefrau Marie Louise wurde am 22. Dezember verhaftet und in das Gerichtsgefängnis in die Kantstraße gebracht. Dort wurde sie wiederholt verhört und bedroht und erst am 6. November wieder entlassen. In den letzten Kriegstagen floh sie mit ihren Töchtern über Prag ins württembergische Niederstetten. In dem ehemaligen Schloss der Fürsten von Hohenlohe-Jagstberg bewohnte die Familie einen Kellerraum und ernährte sich überwiegend von Pilzen, Beeren und Fallobst.

## Historische Würdigung

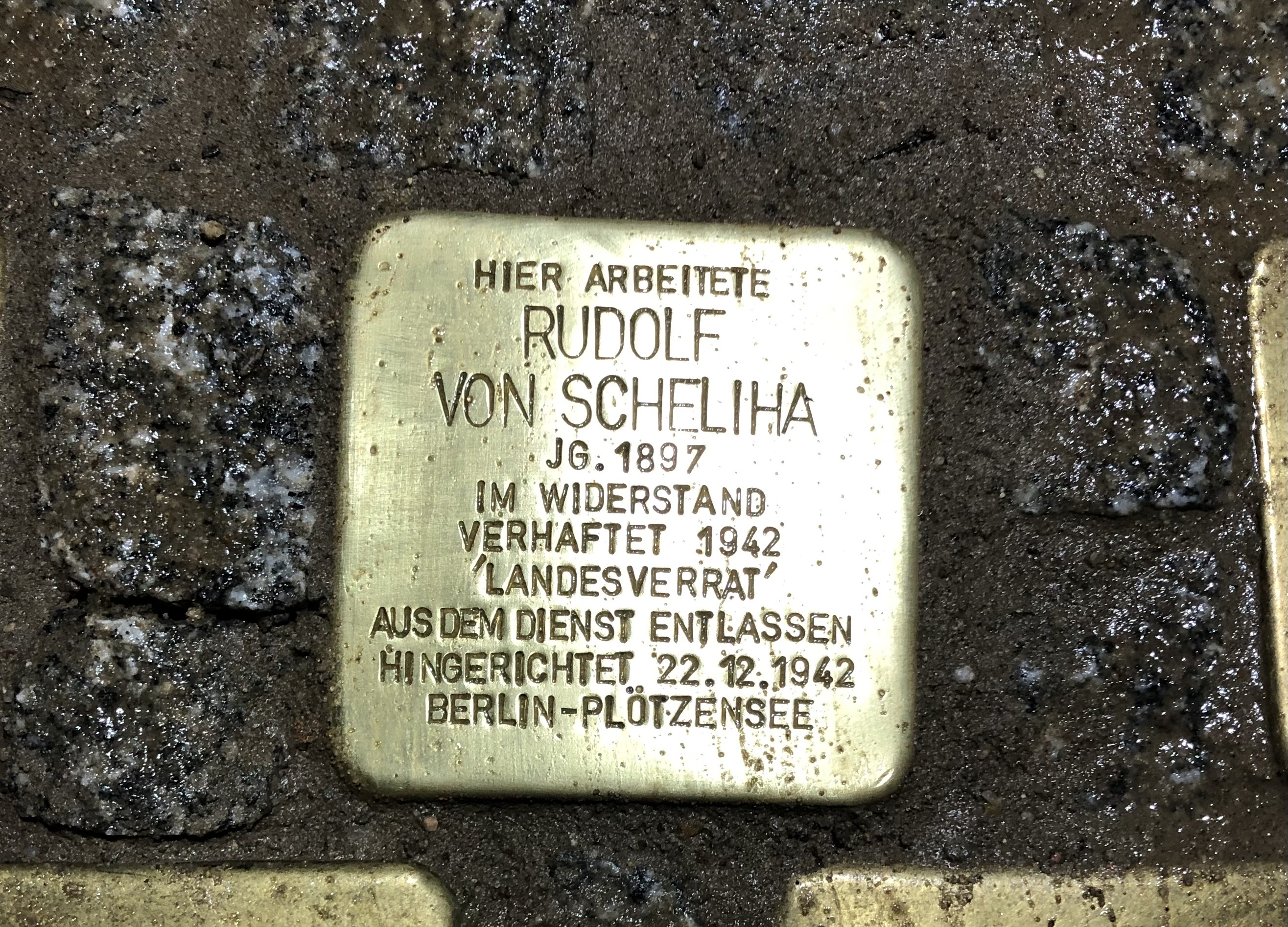
Stolperstein am Haus Wilhelmstraße 92 in Berlin-Mitte, ehemaliger Dienstsitz des Auswärtigen Amts

In der westdeutschen Geschichtsschreibung wurde Scheliha bis 1986 nicht als Widerstandskämpfer, sondern als Spion in sowjetischen Diensten angesehen. Dabei wurden die Verhörs- und Gestapoakten weiterhin unkritisch als „Quellen“ kolportiert, wozu ehemalige NS-Ankläger wie Manfred Roeder und Alexander Kraell, der ehemalige Präsident des 2. Senats des Reichskriegsgerichts, nach 1945 beitrugen.
Am 20. Juli 1961 bedachte das Auswärtige Amt in Bonn elf seiner als Widerstandskämpfer hingerichteten Mitarbeiter mit einer Gedenktafel, darunter Albrecht Graf von Bernstorff, Ulrich von Hassell, Adam von Trott zu Solz und Friedrich-Werner Graf von der Schulenburg. Rudolf von Scheliha wurde darauf nicht erwähnt, da ihm weiterhin Weitergabe von Informationen an die Sowjetunion zur Last gelegt und dieses als „Verrat“ betrachtet wurde.
Erst neuere Forschung zur Roten Kapelle, besonders die Biografie von Ulrich Sahm, erreichte eine Revision dieser Einschätzung. Daraufhin urteilte das Kölner Verwaltungsgericht im Oktober 1995, dass Scheliha nicht wegen Spionage, sondern in einem Scheinverfahren wegen seiner Gegnerschaft zum Nationalsozialismus zum Tode verurteilt worden sei und hob das Urteil von 1942 auf.
Am 21. Dezember 1995 wurde in einer Feierstunde mit Staatssekretär Hans-Friedrich von Ploetz eine Zusatztafel mit der Inschrift „Rudolf von Scheliha 1897–1942“ angebracht.
Am 18. Juli 2000 wurden in einer Feierstunde im neuen Auswärtigen Amt in Berlin beide Tafeln zusammengeführt und die Namen in der Abfolge der Todesdaten aufgeführt. Schelihas Name führt die Liste an.

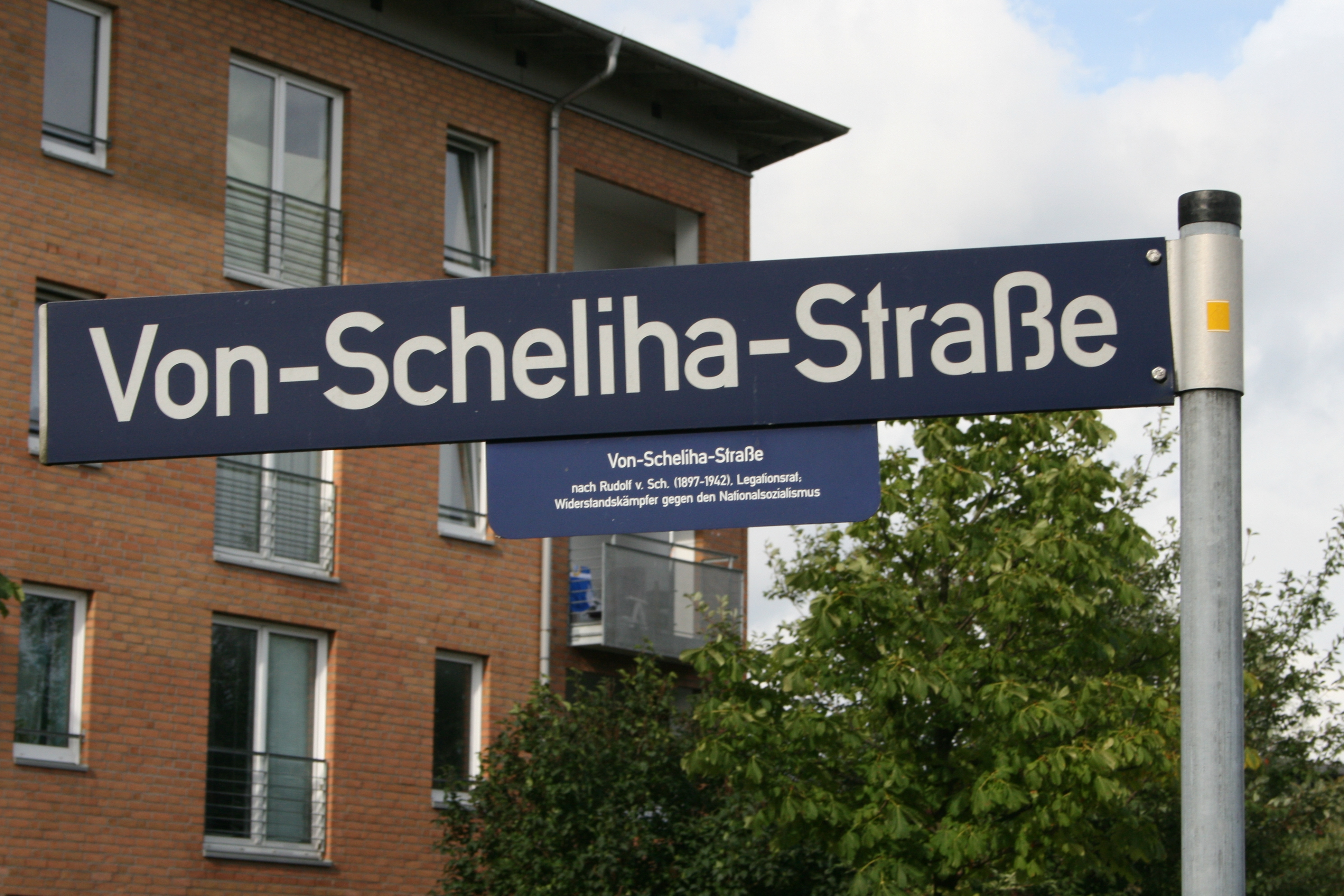
Von-Scheliha-Straße in Hamburg-Neuallermöhe

In Hamburg-Neuallermöhe-West wurde am 5. Mai 1997 zur Erinnerung an Rudolf von Scheliha eine Straße nach ihm benannt. Auch in Gotha gibt es eine Schelihastraße. Diese ist jedoch benannt nach dem Oberhofmeister v. Scheliha, der in der Straße ein großes Gartengrundstück besaß, auf dem heute die evang. Kreuzkirche steht.
Am 7. November 2021 wurde auf Initiative einer Gruppe von Beschäftigten des Auswärtigen Amts vor dem ehemaligen deutschen Außenministerium, Berlin-Mitte, Wilhelmstraße 92, ein Stolperstein für ihn und 55 weitere NS-Verfolgte verlegt.